# Segona Divisió 2014/15
Het seizoen 2014/15 was het zestiende seizoen van het tweede niveau van Andorra in het voetbal. De competitie bestond uit twee rondes, waarbij in de eerste ronde alle clubs elkaar een keer bekampten, voor een totaal van tien wedstrijden per club. De vier best geklasseerde clubs aan het einde van deze ronde - exclusief tweede elftallen - spelen in de promotiegroep, waarin de ploegen nog twee keer tegen de elkaar speelden. Punten verworven in de eerste ronde worden mee doorgenomen naar de promotiegroep. De overige clubs hadden het recht om mee te doen aan de Copa Federació. Deze ploegen speelden eenmaal tegen elkaar en de punten uit de eerste ronde werden niet mee doorgenomen.

## Teams en stadions

### Teams
Aan de Segona Divisió namen dit seizoen veertien ploegen deel. Drie ploegen (CE Principat, FC Santa Coloma B en UE Sant Julià B) trokken zich echter terug, waardoor er slechts elf ploegen begonnen aan de competitie. Ten opzichte van vorig seizoen deed het gepromoveerde UE Engordany niet mee. FC Casa del Benfica, dat vorig jaar laatste werd, hief zichzelf op. CE Principat B mocht niet meedoen, omdat het eerste elftal van die club was gedegradeerd uit de Primera Divisió. Nieuwe deelnemer was het tweede elftal van UE Engordany.
- Jenlai
- Lusitanos B
- Penya EA
- Rànger's

- Extremenya
- La Massana

| Club                         | Plaats           | Parochie           |
| ---------------------------- | ---------------- | ------------------ |
| Atlètic Club d'Escaldes      | Les Escaldes     | Escaldes-Engordany |
| FC Encamp B                  | Encamp           | Encamp             |
| UE Engordany B               | Engordany        | Escaldes-Engordany |
| UE Extremenya                | La Massana       | La Massana         |
| CE Jenlai                    | Andorra la Vella | Andorra la Vella   |
| FS La Massana                | La Massana       | La Massana         |
| FC Lusitanos B               | Andorra la Vella | Andorra la Vella   |
| FC Ordino B                  | Ordino           | Ordino             |
| AC Penya Encarnada d'Andorra | Andorra la Vella | Andorra la Vella   |
| FC Rànger's                  | Andorra la Vella | Andorra la Vella   |
| UE Santa Coloma B            | Santa Coloma     | Andorra la Vella   |

### Stadions
De wedstrijden in de Segona Divisió worden gespeeld op een accommodatie die door de Andorrese voetbalbond beheerd wordt. Dit seizoen werden de wedstrijden van Segona Divisió op drie locaties gespeeld, waarvan een in Spanje.
| Accommodatie              | Capaciteit | Plaats               | Parochie of comarca    |
| ------------------------- | ---------- | -------------------- | ---------------------- |
| Camp d'Esports d'Aixovall | 1.000      | Aixovall             | Sant Julià de Lòria    |
| Centre Esportiu d'Alàs    | 1.500      | Alàs i Cerc (Spanje) | Alt Urgell (Catalonië) |
| Camp d'Esports d'Ordino   | 200        | Ordino               | Ordino                 |

## Eerste ronde
Alle ploegen speelden in de eerste ronde eenmaal tegen elkaar, voor een totaal van tien duels. De top-vier, exclusief tweede elftallen, kwalificeerde zich voor de promotiegroep. AC Penya Encarnada d'Andorra en FC Rànger's waren na de negende speeldag (zeven duels gespeeld) zeker van een plek in de promotiegroep. Een speelronde later was CE Jenlai mathematisch uitgeschakeld. Twee rondes voor het einde was Atlètic Club d'Escaldes zeker van deelname aan de promotiegroep. FS La Massana schaarde zich op de laatste speeldag onder de vier beste eerste elftallen, omdat ze wonnen van UE Santa Coloma B, terwijl concurrent UE Extremenya verloor van FC Ordino B. De ploegen die zich niet plaatsten voor de promotiegroep, kwalificeerden zich voor de Copa Federació. Hekkensluiter CE Jenlai trok zich echter terug voor deze competitie.

### Eindstand eerste ronde
|     | club                    | Sp. | W | F | V  | Pnt. | DV | DT | DS  |
| --- | ----------------------- | --- | - | - | -- | ---- | -- | -- | --- |
| 1.  | AC Penya Encarnada      | 10  | 8 | 2 | 0  | 26   | 52 | 16 | +36 |
| 2.  | FC Rànger's             | 10  | 8 | 1 | 1  | 25   | 28 | 11 | +17 |
| 3.  | Atlètic Club d'Escaldes | 10  | 5 | 3 | 2  | 18   | 33 | 16 | +17 |
| 4.  | UE Santa Coloma B       | 10  | 5 | 2 | 3  | 17   | 42 | 24 | +18 |
| 5.  | FC Lusitanos B          | 10  | 5 | 2 | 3  | 17   | 30 | 28 | +2  |
| 6.  | FS La Massana           | 10  | 4 | 3 | 3  | 15   | 33 | 20 | +13 |
| 7.  | FC Ordino B             | 10  | 4 | 1 | 5  | 13   | 25 | 26 | –1  |
| 8.  | UE Extremenya           | 10  | 3 | 3 | 4  | 12   | 15 | 18 | –3  |
| 9.  | FC Encamp B             | 10  | 2 | 3 | 5  | 9    | 17 | 25 | –8  |
| 10. | UE Engordany B          | 10  | 1 | 0 | 9  | 3    | 11 | 59 | –48 |
| 11. | CE Jenlai               | 10  | 0 | 0 | 10 | 0    | 5  | 48 | –43 |

### Legenda
| Kleur | Kwalificatie voor |
| ----- | ----------------- |
|       | Promotiegroep     |
|       | Copa Federació    |

### Uitslagen
|                         | Atl   | EcB   | EgB   | Ext   | Jen    | LMa   | LuB   | OrB   | PEA   | Ràn   | USB    |
| ----------------------- | ----- | ----- | ----- | ----- | ------ | ----- | ----- | ----- | ----- | ----- | ------ |
| Atlètic Club d'Escaldes |       | 2 - 2 |       |       |        |       | 7 - 0 | 1 - 1 |       | 4 - 2 |        |
| FC Encamp B             |       |       |       | 2 - 4 | 4 - 0  | 1 - 1 |       |       | 0 - 8 |       |        |
| UE Engordany B          | 0 - 7 | 1 - 6 |       | 0 - 4 | 3 - 1  |       |       | 4 - 6 |       |       | 0 - 14 |
| UE Extremenya           | 2 - 2 |       |       |       | 3 - 1  | 1 - 1 |       |       | 0 - 2 |       | 0 - 2  |
| CE Jenlai               | 0 - 3 |       |       |       |        |       | 2 - 3 | 0 - 5 |       | 0 - 1 | 1 - 4  |
| FS La Massana           | 1 - 2 |       | 3 - 0 |       | 10 - 0 |       |       | 5 - 0 | 2 - 4 | 1 - 4 | 5 - 4  |
| FC Lusitanos B          |       | 3 - 0 | 6 - 1 | 1 - 1 |        | 4 - 4 |       |       | 2 - 5 |       |        |
| FC Ordino B             |       | 3 - 1 |       | 2 - 0 |        |       | 1 - 4 |       |       | 2 - 3 |        |
| AC Penya Encarnada      | 5 - 3 |       | 8 - 2 |       | 12 - 0 |       |       | 4 - 3 |       | 0 - 0 | 4 - 4  |
| FC Rànger's             |       | 2 - 0 | 4 - 0 | 5 - 0 |        |       | 3 - 2 |       |       |       |        |
| UE Santa Coloma B       | 3 - 2 | 1 - 1 |       |       |        |       | 4 - 5 | 4 - 2 |       | 2 - 4 |        |

## Tweede ronde
In de promotiegroep speelden de vier gekwalificeerde ploegen tweemaal tegen elkaar, waardoor ze in totaal op zestien wedstrijden uit zouden komen. De winnaar van de promotiegroep was kampioen van de Segona Divisió en promoveerde naar de Primera Divisió. De nummer twee plaatste zich voor de nacompetitie, waarin ze tegen de nummer zeven van de Primera Divisió mochten strijden om een plekje in de hoogste divisie.
Na twee speelrondes was FS La Massana uitgeschakeld voor directe promotie, een ronde later konden ze ook de nacompetitie niet meer halen. Na vier rondes kon FC Rànger's de titel niet meer grijpen. Deze ging nu tussen AC Penya Encarnada d'Andorra (die zeker waren van minimaal nacompetitie) en Atlètic Club d'Escaldes. De ronde erna wist Penya Encarnada in een onderling duel Atlètic Escaldes te verslaan, waardoor ze zeker waren van de titel. Omdat La Massana ook won van Ràngers, was Atlètic echter toch zeker van deelname aan de play-offs.
In de Copa Federació was UE Extremenya het enige niet-reserveteam dat deelnam. Na drie zeges verloren ze in de vierde week voor het eerst, met 1-2 van FC Lusitanos B. Extremenya's grootste concurrenten, Lusitanos B en FC Encamp B, speelden in de zesde speelronde tegen elkaar. Lusitanos B won dit, waardoor ze op gelijke hoogte met Extremenya en Encamp B kwamen. Laatstgenoemde ploeg was echter uitgespeeld en had enkel een theoretische kans om de Copa Federació te winnen. De laatste speelronde zag Extremenya eenvoudig winnen van het kansloze UE Engordany B. Lusitanos B gaf echter een 2-0 voorsprong weg tegen UE Santa Coloma B, waardoor Extremenya de Copa Federació won. Lusitanos B zelf zakte wegens deze nederlaag nog naar de vierde plaats, achter Encamp B en UE Santa Coloma B.

### Promotiegroep
|    | club                    | Sp. | W  | F | V | Pnt. | DV | DT | DS  |
| -- | ----------------------- | --- | -- | - | - | ---- | -- | -- | --- |
| 1. | AC Penya Encarnada      | 16  | 13 | 2 | 1 | 41   | 70 | 23 | +47 |
| 2. | Atlètic Club d'Escaldes | 16  | 10 | 3 | 3 | 33   | 59 | 22 | +37 |
| 3. | FC Rànger's             | 16  | 8  | 2 | 6 | 26   | 33 | 29 | +4  |
| 4. | FS La Massana           | 16  | 5  | 4 | 7 | 19   | 41 | 44 | –3  |

### Legenda
| Kleur | Kwalificatie voor                             |
| ----- | --------------------------------------------- |
|       | Promotie naar de Primera Divisió              |
|       | Play-offs om promotie naar de Primera Divisió |

### Uitslagen
|                         | Atl   | LMa   | PEA   | Ràn   |
| ----------------------- | ----- | ----- | ----- | ----- |
| Atlètic Club d'Escaldes |       | 7 - 2 | 2 - 3 | 3 - 0 |
| FS La Massana           | 0 - 4 |       | 0 - 5 | 5 - 3 |
| AC Penya Encarnada      | 1 - 5 | 5 - 0 |       | 3 - 1 |
| FC Rànger's             | 0 - 5 | 1 - 1 | 0 - 1 |       |

### Copa Federació
|    | club              | Sp. | W | F | V | Pnt. | DV | DT | DS  |
| -- | ----------------- | --- | - | - | - | ---- | -- | -- | --- |
| 1. | UE Extremenya     | 5   | 4 | 0 | 1 | 12   | 16 | 3  | +13 |
| 2. | FC Encamp B       | 5   | 3 | 0 | 2 | 9    | 20 | 7  | +13 |
| 3. | UE Santa Coloma B | 5   | 3 | 0 | 2 | 9    | 19 | 8  | +11 |
| 4. | FC Lusitanos B    | 5   | 3 | 0 | 2 | 9    | 18 | 8  | +10 |
| 5. | FC Ordino B       | 5   | 2 | 0 | 3 | 6    | 9  | 12 | –3  |
| 6. | UE Engordany B    | 5   | 0 | 0 | 5 | 0    | 3  | 47 | –44 |

### Uitslagen
|                   | EcB    | EgB    | Ext   | LuB   | OrB   | USB   |
| ----------------- | ------ | ------ | ----- | ----- | ----- | ----- |
| FC Encamp B       |        |        | 0 - 4 | 0 - 1 |       | 4 - 1 |
| UE Engordany B    | 1 - 12 |        |       |       | 1 - 5 |       |
| UE Extremenya     |        | 7 - 0  |       | 1 - 2 |       | 2 - 0 |
| FC Lusitanos B    |        | 11 - 1 |       |       |       | 2 - 3 |
| FC Ordino B       | 0 - 4  |        | 1 - 2 | 3 - 2 |       |       |
| UE Santa Coloma B |        | 12 - 0 |       |       | 0 - 3 |       |

## Play-offs
De nummer twee van de Segona Divisió (Atlètic Club d'Escaldes) speelde twee duels tegen de nummer twee van de Primera Divisió (UE Engordany) om één plaats in de Primera Divisió van volgend seizoen. UE Engordany wist beide wedstrijden met 2-1 te winnen, waardoor Atlètic Club d'Escaldes niet promoveerde.
|                       |                                 |         |                             |                                                                       |
| 20 mei 2015 21:30 uur | UE Engordany                    | 2 – 1   | Atlètic Club d'Escaldes (2) | Camp d'Esports d'Aixovall, Aixovall Scheidsrechter: Ignasi Villamayor |
| 20 mei 2015 21:30 uur | Medina 69' D'Almeida 85' (pen.) | Verslag | 70' (pen.) Manu Celiz       | Camp d'Esports d'Aixovall, Aixovall Scheidsrechter: Ignasi Villamayor |

|                       |                             |         |                         |                                                                            |
| 24 mei 2015 12:00 uur | (2) Atlètic Club d'Escaldes | 1 – 2   | UE Engordany            | Camp d'Esports d'Aixovall, Aixovall Scheidsrechter: Ernesto Gómez (Spanje) |
| 24 mei 2015 12:00 uur | Manu Celiz 34'              | Verslag | 74', 83' Mamadou Saliou | Camp d'Esports d'Aixovall, Aixovall Scheidsrechter: Ernesto Gómez (Spanje) |

 UE Engordany wint met 4-2 over twee wedstrijden.

## Positieverloop per club
| Club                    | 1  | 2  | 3  | 4  | 5  | 6  | 7  | 8  | 9  | 10 | 11 | 12 | 13 | 14 | 15 | 16 | 17 | 18 | 19 |
| ----------------------- | -- | -- | -- | -- | -- | -- | -- | -- | -- | -- | -- | -- | -- | -- | -- | -- | -- | -- | -- |
| AC Penya Encarnada      | 2  | 1  | 2  | 2  | 2  | 2  | 2  | 2  | 1  | 2  | 2  | 2  | 1  | 1  | 1  | 1  | 1  | 1  | 1  |
| Atlètic Club d'Escaldes | 4  | 5  | 4  | 5  | 7  | 7  | 5  | 4  | 4  | 4  | 4  | 3  | 3  | 3  | 3  | 2  | 2  | 2  | 2  |
| FC Rànger's             | 3  | 2  | 1  | 1  | 1  | 1  | 1  | 1  | 2  | 1  | 1  | 1  | 2  | 2  | 2  | 3  | 3  | 3  | 3  |
| FS La Massana           | 7  | 3  | 3  | 4  | 6  | 5  | 6  | 6  | 5  | 5  | 5  | 6  | 6  | 4  | 4  | 4  | 4  | 4  | 4  |
| UE Santa Coloma B       | 9  | 8  | 6  | 3  | 3  | 4  | 3  | 3  | 3  | 3  | 3  | 4  | 4  |    |    |    |    |    |    |
| FC Lusitanos B          | 10 | 9  | 9  | 8  | 8  | 8  | 8  | 8  | 9  | 8  | 7  | 5  | 5  |    |    |    |    |    |    |
| FC Ordino B             | 6  | 6  | 7  | 7  | 4  | 6  | 7  | 7  | 7  | 9  | 9  | 8  | 7  |    |    |    |    |    |    |
| UE Extremenya           | 1  | 4  | 5  | 6  | 5  | 3  | 4  | 5  | 6  | 6  | 6  | 7  | 8  |    |    |    |    |    |    |
| FC Encamp B             | 5  | 7  | 8  | 9  | 9  | 9  | 9  | 9  | 8  | 7  | 8  | 9  | 9  |    |    |    |    |    |    |
| UE Engordany B          | 11 | 10 | 11 | 11 | 11 | 11 | 11 | 11 | 11 | 11 | 10 | 10 | 10 |    |    |    |    |    |    |
| CE Jenlai               | 8  | 11 | 10 | 10 | 10 | 10 | 10 | 10 | 10 | 10 | 11 | 11 | 11 |    |    |    |    |    |    |

### Copa Federació
Speelronde 2-7 komen qua datum overeen met speelronde 15-19 in de promotiegroep.
| Club              | 1 | 2 | 3 | 4 | 5 | 6 | 7 |
| ----------------- | - | - | - | - | - | - | - |
| UE Extremenya     | 1 | 1 | 1 | 1 | 2 | 3 | 1 |
| FC Encamp B       | 6 | 2 | 3 | 2 | 1 | 1 | 2 |
| UE Santa Coloma B | 4 | 5 | 2 | 4 | 5 | 4 | 3 |
| FC Lusitanos B    | 5 | 4 | 5 | 5 | 3 | 2 | 4 |
| FC Ordino B       | 2 | 3 | 4 | 3 | 4 | 5 | 5 |
| UE Engordany B    | 3 | 6 | 6 | 6 | 6 | 6 | 6 |

## Topscorers
De Portugees Joãn Manuel Lima Moreira (Joãozinho) van kampioen AC Penya Encarnada d'Andorra werd topscorer met 24 doelpunten. De Copa Federació is niet meegeteld in deze statistieken.
| №  | Speler                   | Club                         | Goals |
| -- | ------------------------ | ---------------------------- | ----- |
| 1. | Joãozinho                | AC Penya Encarnada d'Andorra | 24    |
| 2. | Alexandre Martinez       | UE Santa Coloma B            | 17    |
| 3. | Leandro Felipe Fernandez | Atlètic Club d'Escaldes      | 15    |
| 4. | Ivan Fernandez           | FS La Massana                | 14    |
| 5. | Manu Celiz               | Atlètic Club d'Escaldes      | 12    |
| 5. | Manuel Vicente Lopez     | UE Santa Coloma B            | 12    |